# Скрипченко
Скрипченко — українське прізвище, яке походить від слова скрипка.

## Відомі носії
- Скрипченко Клара (нар. 1924) — українська піаністка.
- Скрипченко Ельміра Федорівна (нар. 1976) — французька шахістка, міжнародний майстер та жіночий гросмейстер.
- Скрипченко Костянтин Петрович (1915—1967) — український радянський футболіст, воротар.
- Скрипченко Олександр В'ячеславович (нар. 1991) — молдовський футболіст, захисник клубу «Динамо-Авто».